# Gare d'Azilda
La  gare d'Azilda est une gare ferroviaire canadienne, située dans la localité d'Azilda sur le territoire de la ville de Grand Sudbury dans la province de l'Ontario. 
C'est un arrêt Via Rail Canada desservie par le train Sudbury-White River.

## Situation ferroviaire
Établie à 270 mètres d'altitude, la halte d'Azilda est située au point kilométrique (PK) 11 de la ligne de Sudbury à White River, entre la gare de Sudbury et l'arrêt de Chelmsford. Cette infrastructure est une section de la principale ligne transcontinentale du Canadien Pacifique.

## Histoire
La  Canadien Pacifique construit un bâtiment en 1902. Il est détruit vers 1970.

## Service des voyageurs

### Accueil
Halte voyageurs, c'est un point d'arrêt non géré (PANG) à accès libre. Le train ne s'arrête qu'à la demande.

### Desserte
Azilda est desservie par le train Sudbury-White River de Via Rail Canada. Le train passe à l'arrêt six fois par semaine : les mardi, jeudi et samedi, son passage est à 9h10 venant de Sudbury il se dirige vers White River ; les mercredi, vendredi et dimanche, son passage est à 17h45, venant de White River il se dirige vers Sudbury.

### Intermodalité
Il n'y a pas de services disponibles.